# Alla Borissowna Pugatschowa

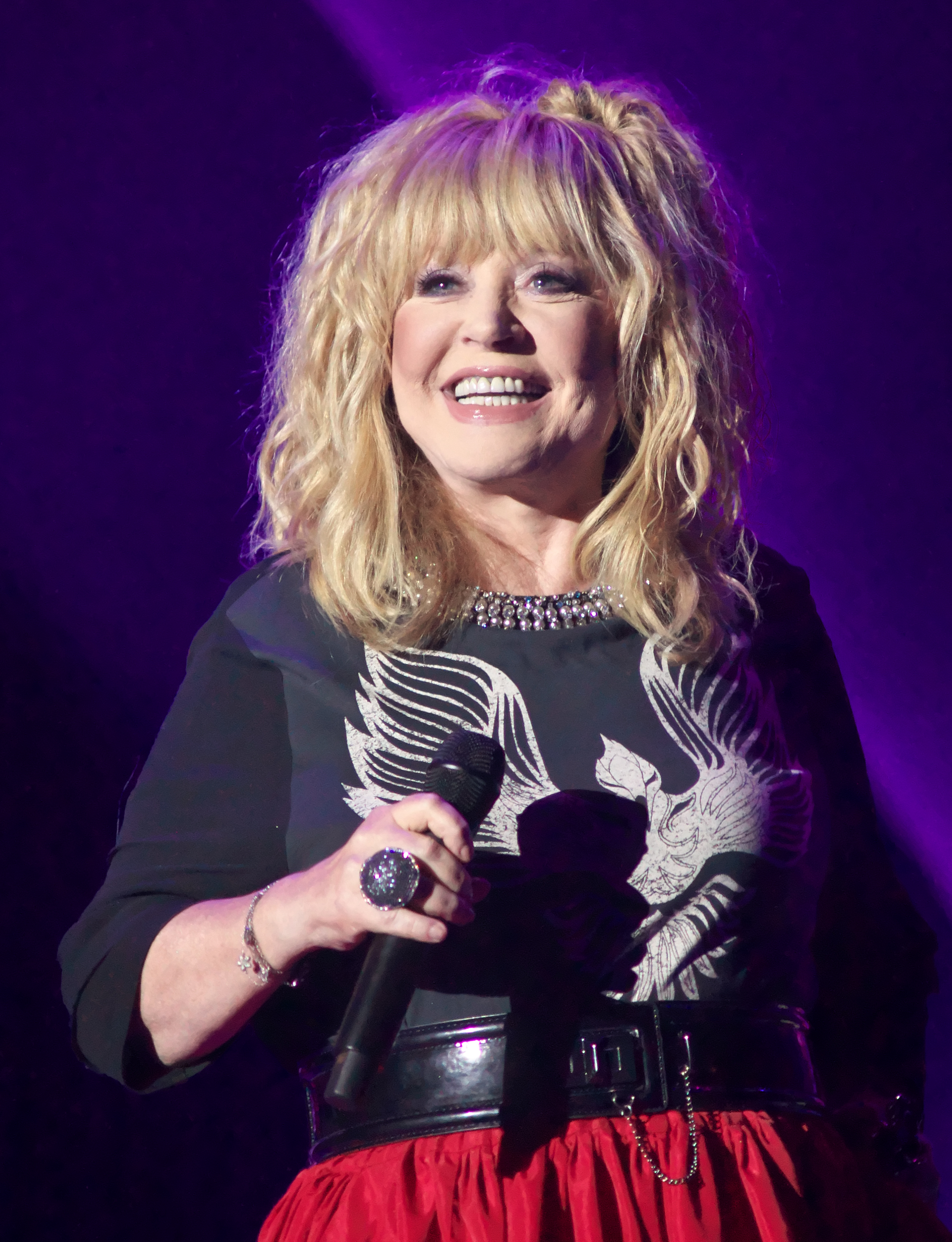
Alla Pugatschowa (2016)

Alla Borissowna Pugatschowa (russisch Алла Борисовна Пугачёва, wiss. Transliteration Alla Borisovna Pugačëva; * 15. April 1949 in Moskau, Sowjetunion) ist eine russisch-sowjetische Estrada-Sängerin und Komponistin.

## Überblick
Für ihren klaren „Mezzosopran und eine volle Darstellung aufrichtiger Emotionen“ genießt Pugatschowa in Russland und Osteuropa Kultstatus als beliebteste und gefragteste sowjetische Sängerin und kann auf eine 50-jährige Karriere in der Musikszene zurückblicken. Sie war mehrere Jahrzehnte lang ein Sexsymbol, eine Stilikone, eine Inspiration für sowjetische Frauen und eine Heldin der russischen Boulevardpresse.
Pugatschowas Diskografie umfasst über 500 Lieder in Russisch, Englisch, Deutsch, Französisch, Kasachisch, Hebräisch, Finnisch und Ukrainisch, veröffentlicht auf mehr als 100 Tonträgern, von denen sie mehr als 250 Millionen Exemplare verkaufte. Neben Russland und der anderen ehemaligen Sowjetstaaten wurden Pugatschowas Alben in Japan, Korea, Schweden, Finnland, Deutschland, Polen, Tschechien, Slowakei, Bulgarien und Israel veröffentlicht.
Im Laufe ihrer Karriere tourte Pugacheva durch Osteuropa, die baltischen Staaten, Skandinavien, Zentralasien und andere Länder auf der ganzen Welt, darunter die Vereinigten Staaten, Frankreich, Griechenland, Italien und Israel.
Sie wurde 1991 Volkskünstlerin der UdSSR, erhielt 1995 den Staatspreis der Russischen Föderation und wurde mit Verdienstorden für das Vaterland der IV., III. und II. Klasse ausgezeichnet. Neben staatlichen Auszeichnungen wurde Pugacheva mit russischen und internationalen Musikpreisen ausgezeichnet, darunter dem Grand Prix des Golden Orpheus International Vocal Competition (Bulgarien), dem Grand Prix des International Song Festival in Sopot (Polen) und dem Ampex Golden Reel Award (USA). Im Jahr 1988 stellte Billboard fest, dass Pugacheva „in einer Reihe mit so großartigen Musikern aller Zeiten wie Bing Crosby, Elvis Presley und Michael Jackson steht“. Im Jahr 2000 nannte die New York Times sie „die Göttin der russischen Popmusik, Moskaus Tina Turner mit einem Hauch von Édith Piaf“.

## Künstlerischer Werdegang
In den 1970er und 1980er Jahren schuf Pugatschowa mit ihrem „Theater des Liedes“ neue Rhythmen und Darstellungsformen, die in Osteuropa bis dahin unbekannt waren. Sie setzte sich für die Liberalisierung der Kunst in der Sowjetunion ein und forderte mehr Individualismus und Kreativität auf der Bühne. Pugatschowa hat mit ihren neuen Musikformen versucht, westliche Rhythmen mit russischen Melodien zu verbinden. Charakteristisch für ihr Schaffen ist das Experimentieren mit verschiedenen Musikformen – vom Volkslied und der Romanze bis zum Hard-Rock.
Ihre Songs belegten jahrelang obere Plätze in den Charts. Pugatschowa erhielt zahlreiche Preise und Auszeichnungen, sie unternahm als erste sowjetische Sängerin Welttourneen, arbeitete unter anderem mit ABBA, Udo Lindenberg, Barry Manilow, Herreys, Bobbysock und Joe Dassin zusammen.
Seit Ende der 1980er Jahre engagiert sich Pugatschowa verstärkt für die Nachwuchssänger sowie in verschiedenen sozialen und politischen Bereichen und als Unternehmerin.
Im Laufe ihrer kreativen Tätigkeit, die Mitte der 1960er Jahre begann, beeinflusste Pugacheva die Kunst der Darsteller der 1990er Jahre und nachfolgender Generationen sowie das Bewusstsein der Menschen in den Ländern Osteuropas, des Baltikums und Zentralasien. Sie verkörperte das Bild einer starken und freien Frau. Pugacheva gab Menschen aus allen Ländern der ehemaligen UdSSR Freiheit in der Kunst und Meinungsfreiheit. Die Medien nannten Pugacheva die „russische Madonna“

## Anfänge der Karriere
Alla Pugatschowa wurde am 15. April 1949 in Moskau geboren. Ihre Eltern – Boris Pugatschow (russisch Борис Пугачёв, 1918–1982) und Sinaida Odegowa (Зинаида Одегова, 1922–1986) – waren Ingenieure. Ab ihrem siebten Lebensjahr besuchte sie eine Musikschule. Nach der zehnten Klasse wechselte sie auf die Ippolitow-Musiklehranstalt, Abteilung für Chordirigenten. Nach einem ersten Radioauftritt unternahm sie 1966 ihre erste Tournee mit einer Agitationsbrigade durch Ostsibirien.

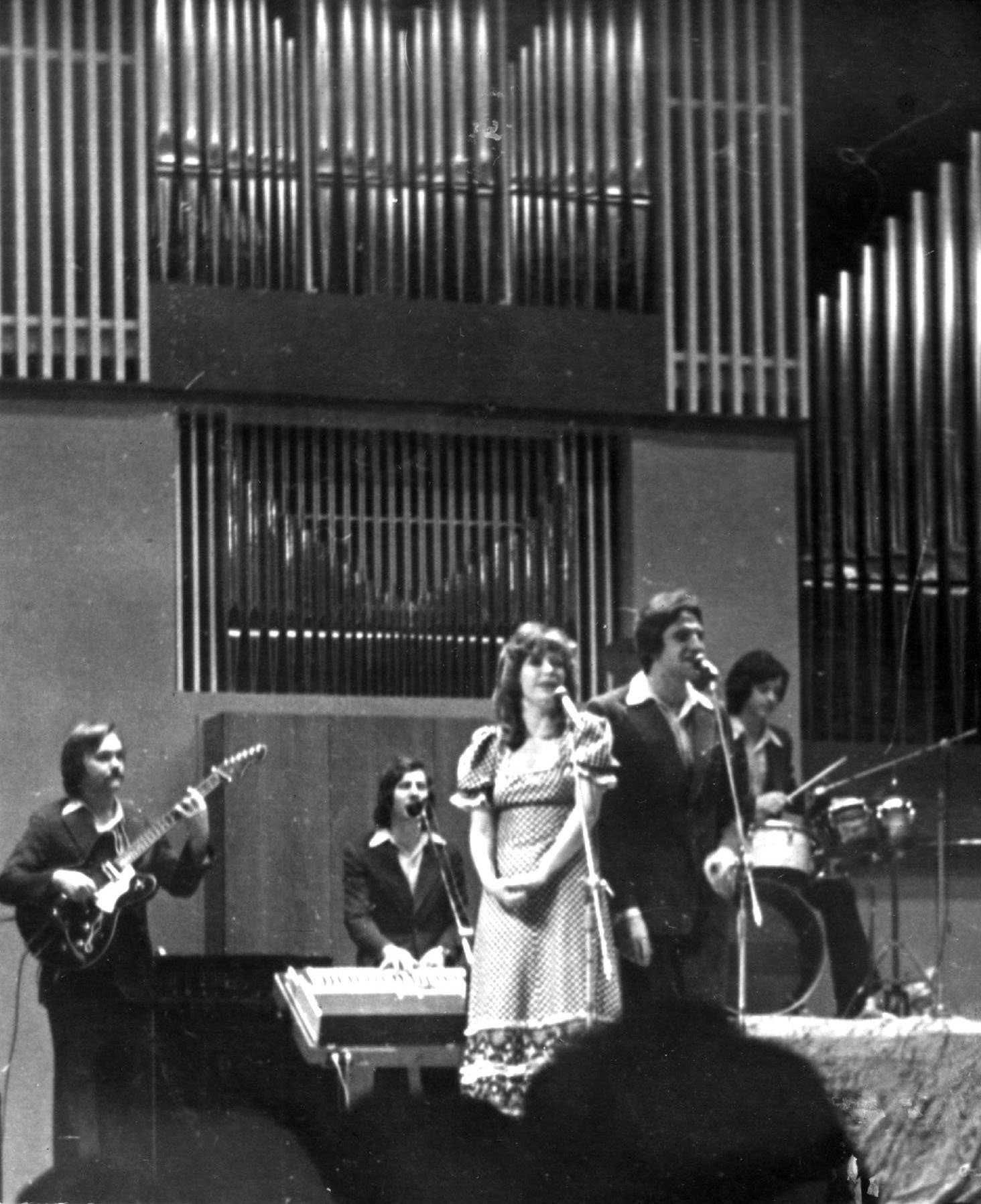
Alla Pugatschowa mit „Wesjolyje Rebjata“, 1975

1974 bis 1976 war sie Mitglied der Band Wesjolyje Rebjata (Весёлые ребята, „Heitere Burschen“). 1975 wurde sie als Vertreterin der Sowjetunion zum Festival „Goldener Orpheus“ nach Bulgarien geschickt. Pugatschowa sang das Lied Arlekino (Harlekin) des bulgarischen Musikers Emil Dimitrov.
Nach Aufgabe ihrer Arbeit mit Wesjolyje Rebjata ließ sie sich bei der Oberen Theaterakademie der UdSSR immatrikulieren. Dazu nahm sie ein Doppelalbum auf – Serkalo Duschi (Зеркало души, Spiegel der Seele) – und drehte einen eigenen Musical-Film. Sowohl im Album als auch im Film gab es viele Lieder, die Pugatschowa selbst geschrieben hatte. 1978 bekam sie den Grand-Prix des polnischen Festivals von Sopot, und 1979 kam ihr Filmmusical Schenschtschina, kotoraja pojot (Женщина, которая поёт; Eine Frau, die singt) in sowjetische Kinos. Der Film wurde mit 55 Millionen Zuschauern zum „Film des Jahres“ gekürt.

## Erfolge
Nachdem Pugatschowa 1980 die Akademie erfolgreich absolviert hatte, begann sie die Zusammenarbeit mit dem lettischen Komponisten Raimonds Pauls. Im Jahr 1980 führten beide ihre Komposition Maestro (Маэстро) auf, 1981 kamen Starinnyje Tschassy (Старинные часы) und 1982 Million alych ros (Миллион алых роз) heraus, die in der Sowjetunion außerordentlich erfolgreich waren. Hunderte Millionen von Kassettenaufnahmen kursierten im Land, weil die offiziellen LPs für die Provinzbewohner unerschwinglich waren.
Auch im Westen wurde Alla Pugatschowa bekannt. 1982 erhielt sie in Paris die „Olympia“, und in Japan wurde sie mit großer Begeisterung aufgenommen. 1984 kam in den skandinavischen Ländern ihr Maxi-Album Soviet Superstar heraus, auf dem die Hälfte der Lieder englisch gesungen wird. Besonders in Skandinavien, Frankreich und Osteuropa wurde das Album zum großen Erfolg. Pugatschowa erhielt das Goldene Album ’82 von Europa, in Finnland kürte man sie zur „Frau des Jahres“. Die neue Fähre nach Leningrad wurde auf ihren Namen getauft.
Alla Pugatschowa engagierte sich auch in der Politik. Sie organisierte unter anderem ein Konzert gegen die Kernenergie und beteiligte sich in München an einem Marsch zum Gedenken an Olof Palme.
Anfang und Mitte der 1980er Jahre zeichneten sich durch besonders intensive Arbeit aus. Sie hatte nun eine eigene Band Rezital und eigene Autoren, wie Pauls und Ilja Resnik (Илья Резник). Sie schrieb viel selbst, entwickelte neue Techniken, Motive und Kompositionen, moderierte eigene Shows, nahm Alben auf, drehte Filmmusicals. Nach der Katastrophe von Tschernobyl fuhr Pugatschowa in die verseuchte Stadt und veranstaltete ein Wohltätigkeitskonzert.
Pugatschowa wurde immer mehr zur Person des öffentlichen Lebens, was zu Konflikten mit der Partei führte. Unter dem Vorwand eines Skandals wurden ihre Lieder 1987 verboten. Doch bereits im Dezember desselben Jahres wurde das Verbot nach einer sowjetweiten Protestwelle wieder aufgehoben. Noch im selben Jahr tourte Pugatschowa durch die USA und Israel. Gleichzeitig wurde ihr „Theater des Liedes“ offiziell gegründet und anerkannt. 1989 machte sie erneut eine Tournee durch die ganze Welt bis nach Australien. Mitte 1990 nahm Pugatschowa als erste sowjetische Sängerin eine CD auf – Alla.
Bereits Ende der 1980er Jahre begann sie mit der Förderung von Nachwuchstalenten. Dafür konzipierte sie die Show Roschdestwenskije Wstretschi (Рождественские встречи, Weihnachtstreffen), in der populäre Sänger neben unbekannten Jugendlichen auftraten. Zu dieser Zeit war ihre Zusammenarbeit mit Pauls bereits zu Ende. Sie arbeitete nun mit dem jungen Komponisten Igor Nikolajew und später mit Wladimir Kusmin zusammen.
Sie vertrat Russland beim Eurovision Song Contest 1997 mit dem Lied Primadonna.

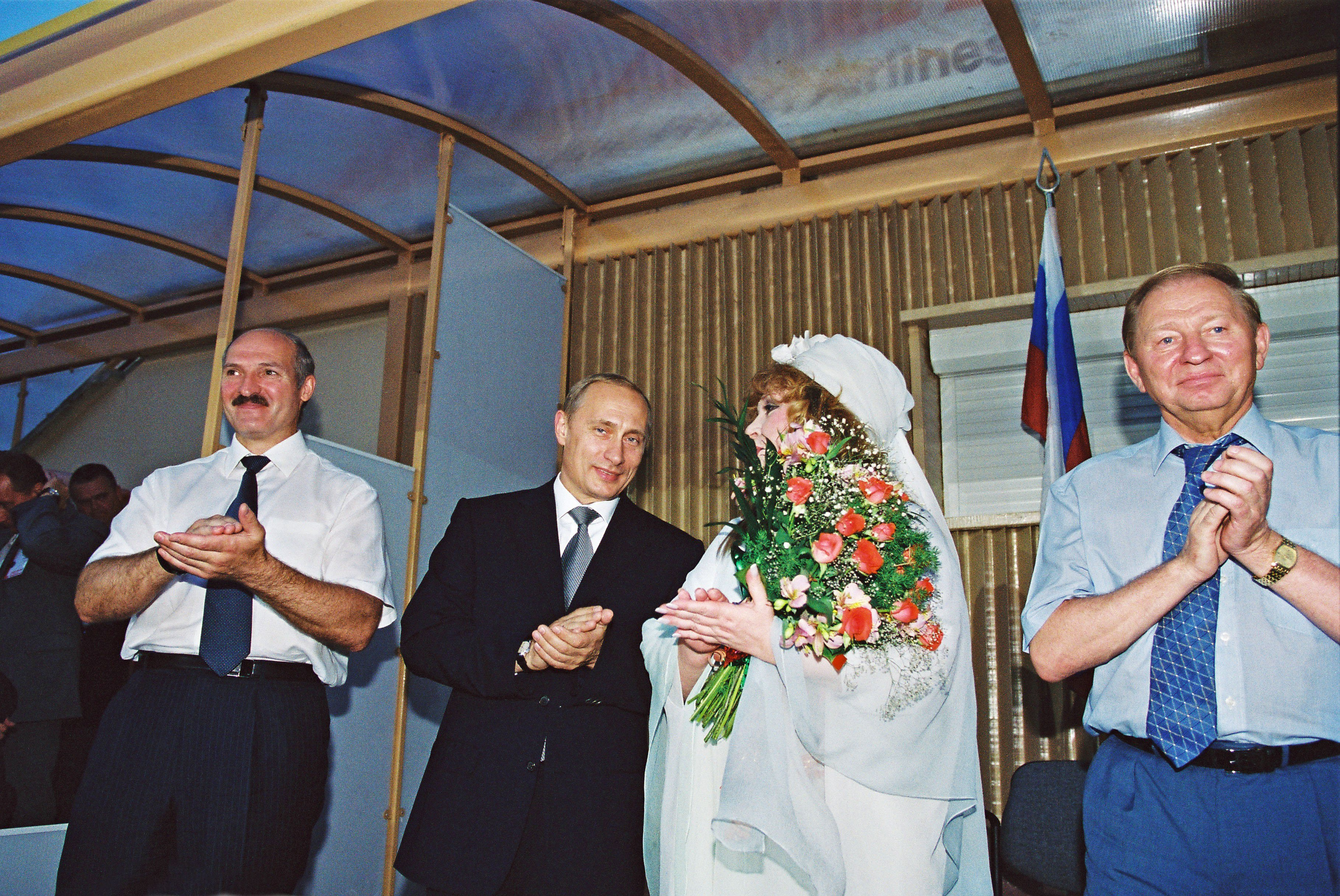
Alla Pugatschowa 2001 in Wizebsk (mit den Staatsmännern Aljaksandr Lukaschenka, Wladimir Putin und Leonid Kutschma)

## Familie, Privatleben und politische Äußerungen
Pugatschowa hat eine Tochter, die Sängerin und Schauspielerin Kristina Orbakaite (* 1971), aus ihrer ersten Ehe mit dem Litauer Mykolas Edmundas Orbakas (* 1945).
In vierter Ehe war sie mit dem russisch-bulgarischen Sänger Filipp Kirkorow verheiratet. Im März 2005 ließ sie sich von Kirkorow scheiden. Zum Scheidungstermin erschien sie mit ihrem Freund Maxim Galkin, der durch ihre Unterstützung zu einem der populärsten Komiker und Moderatoren Russlands wurde. Im Dezember 2011 heirateten Pugatschowa und Galkin.
Am 18. September 2013 wurden die 64-jährige Pugatschowa und ihr 27 Jahre jüngerer Ehemann Galkin Eltern der Zwillinge Jelisaweta, genannt Lisa, und Garri, die von einer Leihmutter ausgetragen worden waren.
Im März 2022 reiste das Paar mit seinen Zwillingen nach Israel, nachdem Galkin sich als einer der ersten Prominenten noch im Februar 2022 offen gegen den russischen Überfall auf die Ukraine gestellt hatte, unter anderem auf Instagram, wo ihm Millionen russische Bürger folgen. Pugatschowa erklärte schon früh, dass dies nur vorübergehend sei. In Russland wurde von vielen, welche um das Gewicht ihrer Worte wussten, gefragt „Warum schweigt Pugatschowa?“ Pugatschowa kehrte im August mit den zwei Kindern zum Schulbeginn nach Russland zurück und verhielt sich wie eine freie Person, so die Charakterisierung der Nowaja gaseta. Europa, auch wenn sie all die Monate zum Angriffskrieg geschwiegen hatte, aber zum Beispiel „trotzig die Erinnerung an Gorbatschow ehrte“. Am 18. September 2022 erklärte sie sich solidarisch mit ihrem Mann, der am Tage zuvor zum „ausländischen Agenten“ erklärt worden war und schon seit Beginn des russischen Überfalls aus russischen Medien verbannt war. Sie schrieb auf ihrem Instagram-Account: „Denn ich bin solidarisch mit meinem Mann, einem ehrlichen, anständigen und aufrichtigen Menschen, einem wirklichen und unkäuflichen Patrioten Russlands, der seiner Heimat Wohlstand wünscht, ein friedliches Leben, Redefreiheit und ein Ende des Sterbens unserer Jungs für illusorische Ziele, die unser Land zum Paria machen und das Leben unserer Bürger erschweren.“

## Diskografie

### Soloalben
- 1977: Serkalo Duschi (Зеркало души Der Spiegel der Seele)
- 1979: Arlekino i Drugije (Арлекино и другие Harlekin und Andere)
- 1979: Podnimis Nad Sujetoi! (Поднимись над суетой! Stehe über deinem Stolz!)
- 1980: To li Jeschtscho Budet (То ли ещё будет Was wohl noch kommen wird)
- 1982: Kak Trewoschen Etot Put (Как тревожен этот путь Wie unruhig ist doch dieser Weg)
- 1985: Ach, kak chotschetsa schit (Ах, как хочется жить)
- 1985: Watch Out! – 1985 in Schweden
- 1986: …Stschastja w Litschnoi Schisni (…Счастья в личной жизни …Glück Im Privatleben)
- 1986: Prischla i Goworju (Пришла и говорю Ich kam und spreche)
- 1990: Alla (Алла)
- 1991: Razhdestvenskiye vstretschi I (Рождественские встречи I)
- 1992: Razhdestvenskiye vstretschi II (Рождественские встречи II)
- 1995: Ne Delaite Mne Bolno, Gospoda (Не делайте мне больно, господа Verletzt mich nicht, meine Herren)
- 1998: Da! (Да Ja!)
- 2001: Retschnoi Tramwaitschik (Речной трамвайчик)
- 2003: Schiwi Spokoino, Strana (Живи спокойно, страна Lebe ruhig, Land)
- 2008: Priglaschenije Na Sakat (Приглашение на закат Einladung zum Sonnenuntergang)

### Singles (Auswahl)
- 1979: По улице моей
- 1980: Звёздное Лето
- 1982: Миллион Роз
- 1987: Nado Sche (Надо же)
- 1997: Primadonna
- 1998: Позови Меня С Собой

### Kollaborationen
- 1976: Zlatniyat Orfey-76 (bulgarisch Златният Орфей-76 mit Wesjolyje Rebjata)
- 1979: Алла Пугачёва - Иосиф Кобзон (Алла Пугачёва — Иосиф Кобзон mit Iossif Kobson)
- 1982: Алла Пугачёва - Раймонда Паулса (Алла Пугачёва — Раймонда Паулса mit Raimonds Pauls)
- 1983: Parad Planet (Парад планет Die Parade der Planeten mit Mark Minkov (Марк Минков))
- 1985: Wozu sind Kriege da? (mit Udo Lindenberg)
- 1988: Pesni Wmesto Pisem (Песни вместо писем Lieder statt Briefe mit Udo Lindenberg)
- 1997: Dwe Swesdy (Две звезды Zwei Sterne mit Wladimir Kusmin)
- 2002: A Byl li Maltschik? (А был ли мальчик? Gab es den Jungen? mit Lyubasha (Любаша))
- 2002: Eta ljubov (Это любовь Das ist Liebe mit Maxim Galkin)
- 2004: Za Dvumja Zaytzami (За двумя зайцами)
- 2006: Dve Zvezdy (Две звезды mit Sofia Rotaru)

### Weiteres
- Pesni k Kinofilmu Korol-Olen – 1969 (Песни к кинофильму Король-Олень Lieder aus dem Film ‚König Hirsch‘)*
- Dwaschdy Dwa – Tschetyre – 1973 (Дважды два – четыре Zwei mal zwei ist vier)*
- Alla Pugatschowa – 1975* (Алла Пугачева)
- Auch ohne dich werd’ ich leben – 1976 (auf Amiga Single 4 56 209)
- Alla Pugatschowa i Wesjolyje Rebjata – 1976 (Алла Пугачева и Веселые ребята Alla Pugatschowa und ‚Die Lustigen Burschen‘)
- Greatest Hits – 1978; in Japan
- Wso mogut koroli – 1978 (Всё могут короли Könige können alles); (2. Intervision-Liederwettbewerb, 1. Platz)
- Diskoteka A – 1980* (Дискотека А)
- Deschurny Angel – 1981 (Дежурный ангел Der Engel vom Dienst)*
- Maestro – 1981* (Маэстро)
- Zyganski Chor – 1983 (Цыганский хор Der Zigeunerchor)*
- Sonet – 1983* (Сонет)
- Soviet Superstar – 1984 in Schweden, Finnland
- Pesni Ilji Resnika – 1984 (Песни Ильи Резника Lieder von Ilja Resnik)
- Alla Pugatschowa w Stokgolme – 1985 (Алла Пугачева в Стокгольме Alla Pugatschowa in Stockholm)
- Paromschtschik – 1989 in Finnland (Паромщик Der Fährmann)
- Werju w Tebja – 1994 (Верю в тебя Ich glaube an Dich)
- Lutschschije Pesni 1989–1993 – 1994 (Лучшие песни 1989-1993 Beste Lieder 1989–1993)
- Put Swesdy – 1995 (Путь звезды Der Weg des Stars)
- Lutschschije Pesni 90-95 – 1996 (Лучшие песни 90-95 Die besten Lieder 90-95)
- Isbrannoje – 1999 (Избранное Auswahl)
- Bely Sneg – 2000 (Белый снег Weißer Schnee)
- Madam Broschkina – 2000* (Мадам Брошкина)
- Alla, Ljubow i Wesna – 2003 (Алла, любовь и весна Alla, Liebe und Frühling)

Mit * sind LP, Singles und Maxi-Singles gekennzeichnet (die aus weniger als 5 Liedern bestehen).